# Елаур (Ульяновская область)
Елаур (чув. Ялавӑр) — старинное село в Сенгилеевском районе Ульяновской области России. Административный центр Елаурского сельского поселения.
Лежит в 15 км южнее административного центра района, на реке Елаурка.

## Название

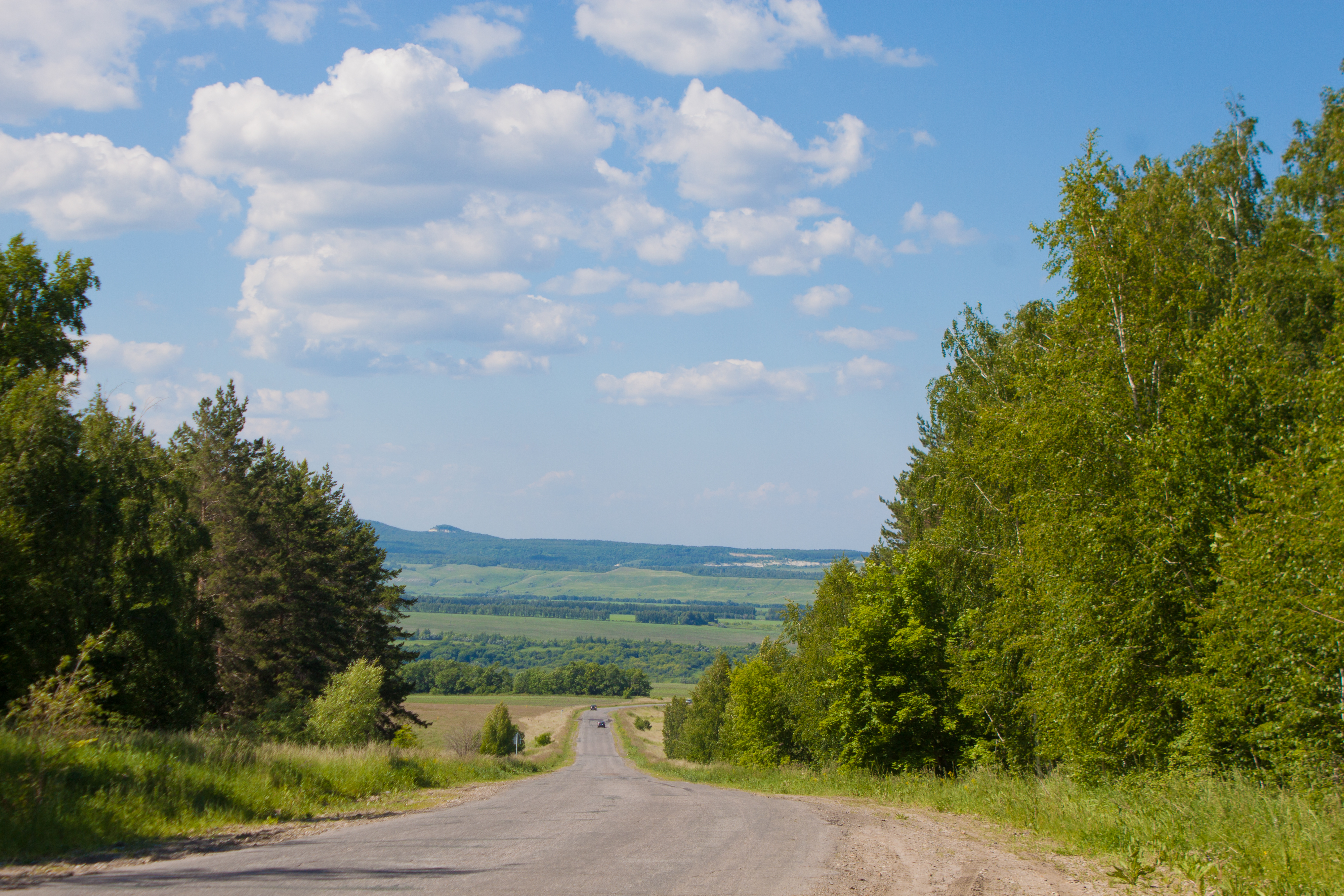

Оригинальное название села «Ялавăр» происходит от чувашского «ял» — деревня и «авар» — овраг, долина. Аналогичное название чувашского села Елаур (чув. Ялавăр) имеется и в Нурлатском районе Республики Татарстан.

## История
Село было основано не позднее 1672 года чувашами, переехавшими из территорий, входящих в настоящее время в состав Козловского и Урмарского районов Чувашии. Первые переселенцы являлись военными и членами их семей и участвовали в обороне прилегающих мест, имевших относительную стратегическую значимость для укрепления подступов к Симбирско-Карсунской засечной черте и Симбирского уезда.
В 1780 году, при создании Симбирского наместничества, деревня Большой Елаур, крещёных чуваш, при речке Елаур, вошла в состав Сенгилеевского уезда, в которой жило 267 ревизских душ.
На 1859 год село Елаур находилось в 1-м стане Сенгилеевского уезда, по тракту из г. Сенгилея в с. Теренга, в селе было 245 дворов, в которых жило: 779 муж. и 798 жен., имелась церковь.
В 1878 году было открыто Земское начальное училище.
В 1883 году московским купцом Александром Иванеорвичем Ивановым был построен деревянный храм. Престолов в нём три: главный в честь Воскресения Христова, в правом придел во имя Святителя и Чудотворца Николая и в левом — во имя св. благоверного князя Александра Невского.

## Население
- В 1780 году жило 267 ревизских душ[2].
- По состоянию на 1859 год численность жителей в селе составляла 245 дворов и 1577 человек населения[5].
- К 1897 году оно увеличилось до 455 дворов с количеством в 2474 человек. На тот момент кроме домов в селе имелись лишь церковь и школа.
- По данным Всероссийской подворной переписи 1910—1911 гг в Елауре имелось 595 изб насчитывающих 3265 человек[6].
- По переписи 1913 года населения состояло из 601 двора и 4373 человек жителей, подавляющее большинство которое составляли чуваши. Также была построена деревянная Воскресенская церковь и церковно-приходская школа.
- К 1996 году в селе проживает 1321 человек, в основном чувашской национальности.
- В 2017 году 581 хозяйств, проживало 948 человек[6].

| 1996 | 2010  |
| ---- | ----- |
| 1321 | ↘1014 |

## Инфраструктура

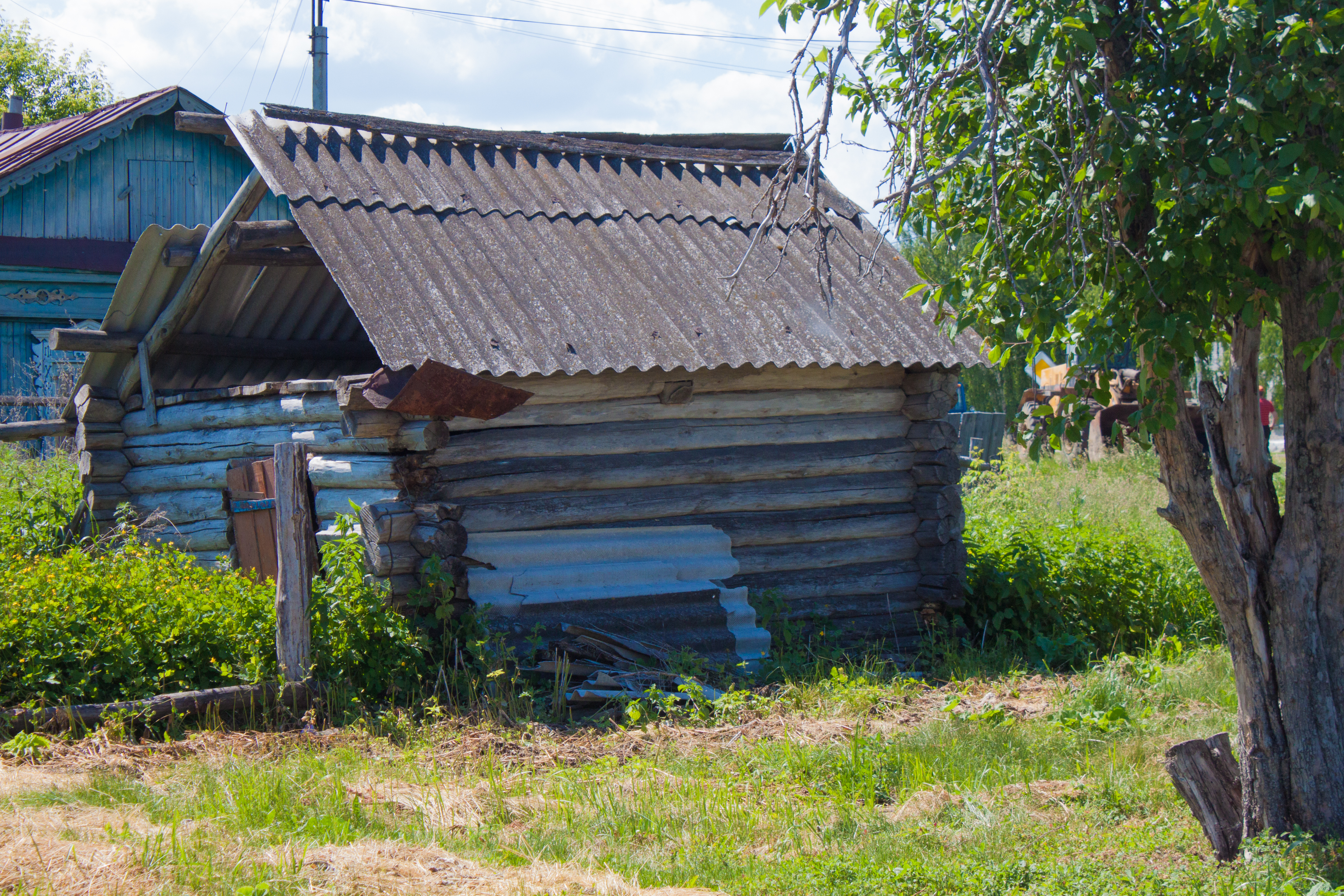

В 1996 году было организовано АОЗТ «Елаурское». В настоящее время в селе имеется: школа, библиотека, дом культуры. Построены стадион и хоккейная площадка, имеются 6 магазинов. Открыта пожарная часть, газовый участок.

## Известные люди
- Ургалкин Алексей Константинович (1910—1981) — актер театра, народный артист СССР (1976);
- Дмитриев Алексей Петрович — Герой Советского Союза, учился в Елаурской школе.
- Премиров Михаил Львович (1878—1935) — прозаик, очеркист. Служил с 1899 по 1901 года псаломщиком в селе Елаур Сенгилеевского уезда[7].

## Достопримечательности
- Памятник-обелиск воинам, погибшим в годы ВОВ (1968 г.)[8]